# Gyretes suntheimi
Gyretes suntheimi is een keversoort uit de familie van schrijvertjes (Gyrinidae). De wetenschappelijke naam van de soort is voor het eerst geldig gepubliceerd in 1932 door Ochs.